# Magda Evertse
Magda Evertse-Bledl (München, 14 juni 1920 - 17 juli 2012) was een Nederlandse muziekpedagoge, pianiste en pianolerares. Zij schreef muziekpedagogische werkboeken voor het voortgezet onderwijs, pianolesboeken en pianobundels.

## Leven en werk
Magda Evertse werd geboren in München, maar groeide op in Amsterdam en Zeist (haar vader was Duitser, haar moeder Nederlandse). Vanaf haar zesde jaar volgde zij pianolessen, vanaf haar veertiende bij Taat Meihuizen in Bilthoven.
Evertse studeerde piano aan het Conservatorium van Amsterdam bij Nelly Wagenaar en begon daar met componeren. Ze vertaalde lesmethodes voor piano van onder anderen John Thompson en James Bastien.
Ze gaf muziekles op een middelbare school in Amersfoort en ontwikkelde daar haar eigen materiaal. Hieruit kwamen haar muziekpedagogische werkboeken voort, zoals: Muziek: zingen, spelen, luisteren (1965) en Muziek voor de brugklas (1972). Hiernaast gaf zij pianoles aan kinderen en volwassenen.
Zij werkte samen met onder anderen liedschrijver en producer Benny Vreden en dirigente Paula van Alphen. Benny Vreden Producties gaf in de jaren 60 enkele liedjes van haar hand op single uit ten behoeve van zangonderwijs op lagere scholen, waaronder: 'De kip en de kat en de ooievaar' (met Jos Evertse, 1969); 'De timmerkist van Bob'; Het menneke Tobias (met Jos Evertse); 'Moeder helpen'; 'Pianoles'; 'Vakantielied'; 'De mooie pop van Wiesje' (met Jos Evertse).

## Uitgaven (selectie)
Muziekpedagogische werkboeken
- 1965 – Muziek: zingen, spelen, luisteren, de grondbeginselen, instrumenten, vormleer (Stam)
- 1966 – Muziek en haar historie (Stam)
- 1972 – Muziek voor de brugklas (Stam-Robijns)

Pianobundels
- 1949 – Klankenwereld. Een pianoboekje voor de allerkleinsten (Broekmans & Van Poppel)
- 1974 – Speel jij, speel ik. Methode voor groepsles (2 dln.)
- 1996 – Pianospelen zonder faalangst (Broekmans & Van Poppel)
- 1997 – Ha, die Joris
- 1998 – Over dieren en andere zaken (2 dln.)
- 2005 – Vingerfitness
- 2007 – Pianospelen, je leert het zó. Werkboek voor volwassen beginners (2 dln.)
- 2009 – Klanken in het heelal (met cd)

Overigen
- 1978 – Docentenhandleiding bij Muziek voor de brugklas (Educaboek)
- 1981 – Leven met muziek (Educaboek/Tjeenk Willink/Noorduijn)

Vertalingen
- John Thompson's meest eenvoudige leerlang (5 dln.)
- James Bastien, De pianoles

- International Standard Name Identifier: 0000 0003 6911 7015
- Library of Congress Control Number: nb2015014856
- Nederlandse Thesaurus van Auteursnamen: 068978928
- Virtual International Authority File: 280681711